# Subterinebrica
Subterinebrica là một chi bướm đêm thuộc phân họ Tortricinae của họ Tortricidae.

## Các loài
- Subterinebrica impolluta Razowski & Becker, 2002